# آرماندو فیتساروتی
آرماندو فیتساروتی (ایتالیایی: Armando Fizzarotti؛ ‏ ۱۶ فوریهٔ ۱۸۹۲ – ۱۵ فوریهٔ ۱۹۶۶) کارگردان فیلم، فیلم‌نامه‌نویس، تدوین‌گر و عکاس اهل ایتالیا بود.
از فیلم‌های او می‌توان به ناپل سبز و آبی و ناپل همیشه ناپل است اشاره کرد.